# Lillian West
Lillian West (New York, 15 marzo 1886 – Woodland Hills, 23 aprile 1970) è stata un'attrice statunitense attiva fin dai tempi del cinema muto.

## Biografia
Nata a New York, il suo debutto cinematografico risale al 1916 in Shadows. Gira una trentina di pellicole mute, spesso in ruoli da protagonista o comprimaria, lavorando spesso con Frank Borzage. Negli anni venti, dirada la sua presenza sullo schermo, girando pochi film. Il suo ultimo film muto lo gira nel 1927, diretta da Borzage, in un ruolo di contorno in Settimo cielo.
Dopo l'avvento del sonoro e con l'avanzare dell'età, è confinata a piccoli ruoli di caratterista o anche di figurante. Il suo ultimo film lo gira nel 1958, diretta da Mervyn LeRoy in Pietà per la carne.
Muore a Los Angeles, a Woodland Hills, il 23 aprile 1970, all'età di 84 anni.
È apparsa in 104 film.

## Filmografia
- Shadows, regia di B. Reeves Eason  (1916)
- The Dupe - cortometraggio (1916)
- The Power of Evil, regia di E.D. Horkheimer, H.M. Horkheimer
- Boots and Saddles, regia di Eugene Walter (1916)
- The Hidden Children, regia di Oscar Apfel (1917)
- Vengeance of the Dead, regia di Henry King (1917)
- American Methods, regia di Frank Lloyd (1917)
- The Gown of Destiny, regia di Lynn F. Reynolds (1917)
- The Hopper, regia di Thomas N. Heffron (1918)
- Limousine Life, regia di John Francis Dillon (1918)
- A Soul in Trust, regia di Gilbert P. Hamilton (1918)
- Innocent's Progress, regia di Frank Borzage (1918)
- Society for Sale, regia di Frank Borzage (1918)
- Who Is to Blame?, regia di Frank Borzage (1918)
- Everywoman's Husband, regia di Gilbert P. Hamilton (1918)
- The Mask, regia di Thomas N. Heffron (1918)
- Love's Pay Day, regia di E. Mason Hopper (1918)
- Ravished Armenia, regia di Oscar Apfel (1919)
- The Forbidden Room, regia di Lynn Reynolds (1919)
- Il furto di Doris (The Silk-Lined Burglar), regia di John Francis Dillon (1919)
- Prudence on Broadway, regia di Frank Borzage (1919)
- Louisiana, regia di Robert G. Vignola (1919)
- The Woman of Lies, regia di Gilbert P. Hamilton (1919)
- Colorado, regia di B. Reeves Eason (1921)
- The Fatal 30, regia di John J. Hayes (1921)
- Paid Back, regia di Irving Cummings (1922)
- Barriers of Folly, regia di Edward A. Kull (1922)
- Settimo cielo (7th Heaven), regia di Frank Borzage  (1927)
- The Right to Love, regia di Richard Wallace (1930)
- Il trionfo della vita (Stand Up and Cheer!), regia di Hamilton MacFadden (1934)
- Lasciateci vivere! (Let Us Live), regia di John Brahm (1939)